# 96式120公厘自走迫擊砲
96式120mm自走迫擊砲（日語：96式自走120mm迫擊砲），是一種搭載迫擊炮的履帶車輛、1996年於日本陸上自衛隊服役列裝。簡稱「120MSP」。日本軍中暱稱「上帝鐵鎚」。
車體是73式牽引車改裝交由日立製作所生產。搭載迫擊炮採用授權生產的豐和工業120mm迫擊砲 RT。
外觀類似大型裝甲運兵車（APC）、車體後部搭載120mm迫擊砲 RT。移動時砲體完全在裝甲覆蓋保護之下，砲發射時上部及後部車門可以開放、往車後方向發射。為了搭載炮體引擎被移到前方。
雖然該車有實戰價值但是對於予算順位低的陸上自衛隊本車優先順位是低等級的。雖然北海道第7師團第11普通科連隊重迫擊砲中隊配備但是只有24輛生產就停產。

## 採購數量
| 預算年度             | 數量 |
| -------------------- | ---- |
| 平成8年度（1996年）  | 6輛  |
| 平成9年度（1997年）  | 6輛  |
| 平成10年度（1998年） | 3輛  |
| 平成11年度（1999年） | 3輛  |
| 平成12年度（2000年） | 3輛  |
| 平成13年度（2001年） | 1輛  |
| 平成14年度（2002年） | 2輛  |
| 合計                 | 24輛 |

## 外部連結
- 陸上自衛隊主要装備-96式自走120mm迫擊砲（页面存档备份，存于）（日語）

1. ↑  .   [2021-01-16]. （原始内容存档于2018-11-15）.